# ملکه رقصان (فیلم ۱۹۹۳)
«ملکه رقصان» (انگلیسی: Dancing Queen (1993 film)) فیلمی در ژانر کمدی رمانتیک است که در سال ۱۹۹۳ منتشر شد.